# Laura Nolte
Laura Nolte (Unna, 23 novembre 1998) è una bobbista tedesca.

## Biografia
Compete nel bob dal 2015 come pilota per la squadra nazionale tedesca. 

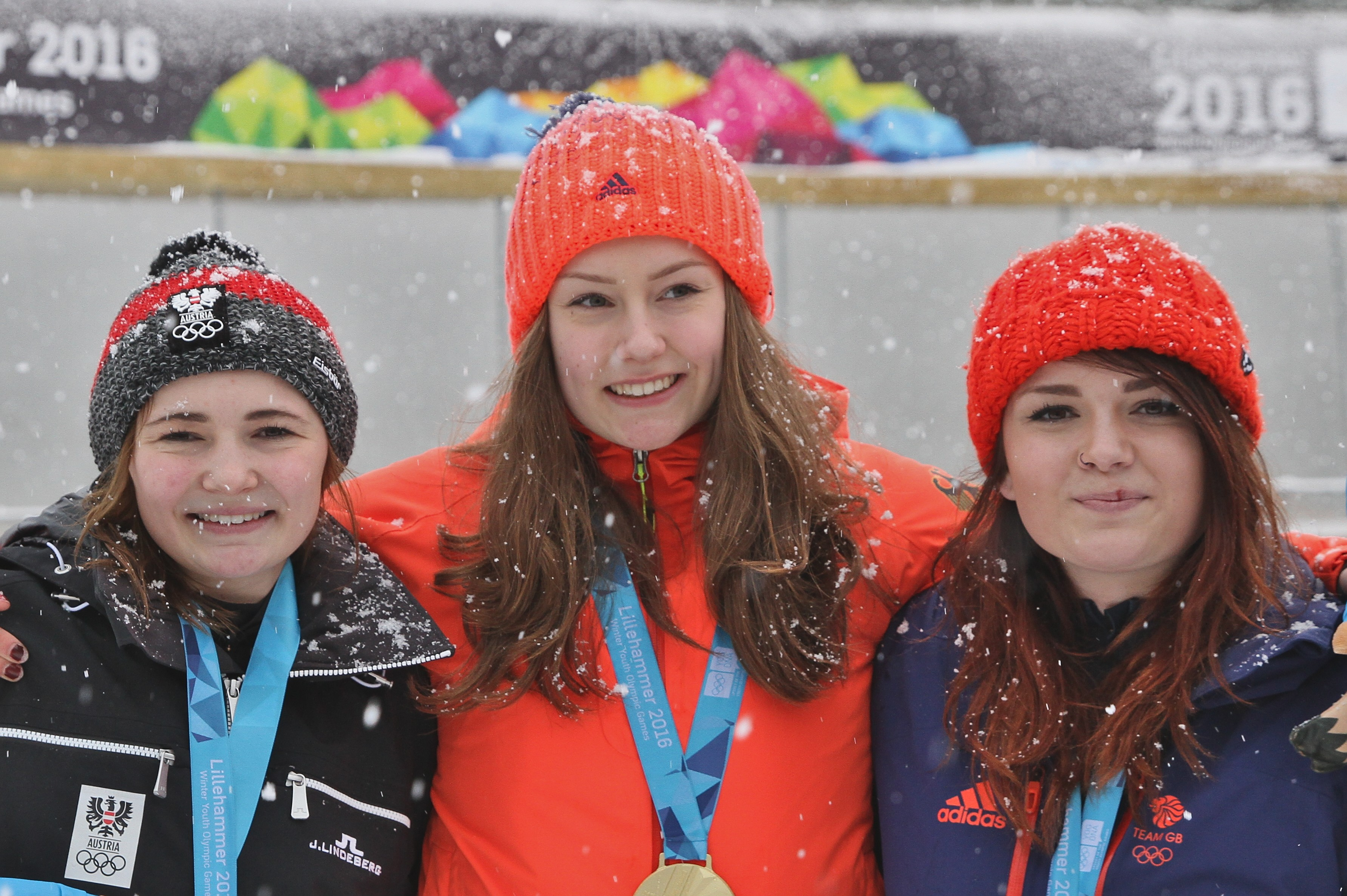
Laura Nolte (al centro) con la medaglia d'oro vinta nel monobob ai Giochi olimpici giovanili di Lillehammer 2016

Si mise in luce nelle categorie giovanili vincendo la medaglia d'oro nel monobob ai Giochi olimpici giovanili invernali di Lillehammer 2016 più due medaglie conquistate nel bob a due ai mondiali juniores, una d'oro vinta a Sankt Moritz 2021 in coppia con Deborah Levi e una d'argento colta a Sankt Moritz 2018, che le valse inoltre la medaglia d'oro nella speciale classifica riservata alle atlete under 23; nell'edizione di Schönau am Königssee 2019 vinse altresì l'argento under 23. Agli europei juniores ha vinto invece la medaglia d'oro under 23 nel bob a due nel 2018.
Nel periodo intercorso tra le partecipazioni alle olimpiadi giovanili e ai mondiali juniores debuttò in Coppa Europa all'avvio della stagione 2017/18, classificandosi al secondo posto in classifica generale sia al termine della stessa che nell'annata successiva.
Esordì in Coppa del Mondo nella stagione 2019/20, il 4 gennaio 2020 a Winterberg, occasione in cui ottenne anche il primo podio, terminando la gara di bob a due al terzo posto in coppia con Deborah Levi; nella gara successiva, disputatasi la settimana seguente a La Plagne, centrò la sua prima vittoria, imponendosi nel bob a due sempre con Deborah Levi. Nel 2022/23 conquistò per la prima volta la classifica generale del bob a due. Nel circuito delle World Series di monobob femminile andò per la prima volta a podio il 12 dicembre 2020 a Innsbruck, seconda gara della stagione 2020/21, piazzandosi al secondo posto e concludendo l'annata al diciottesimo posto in classifica generale.

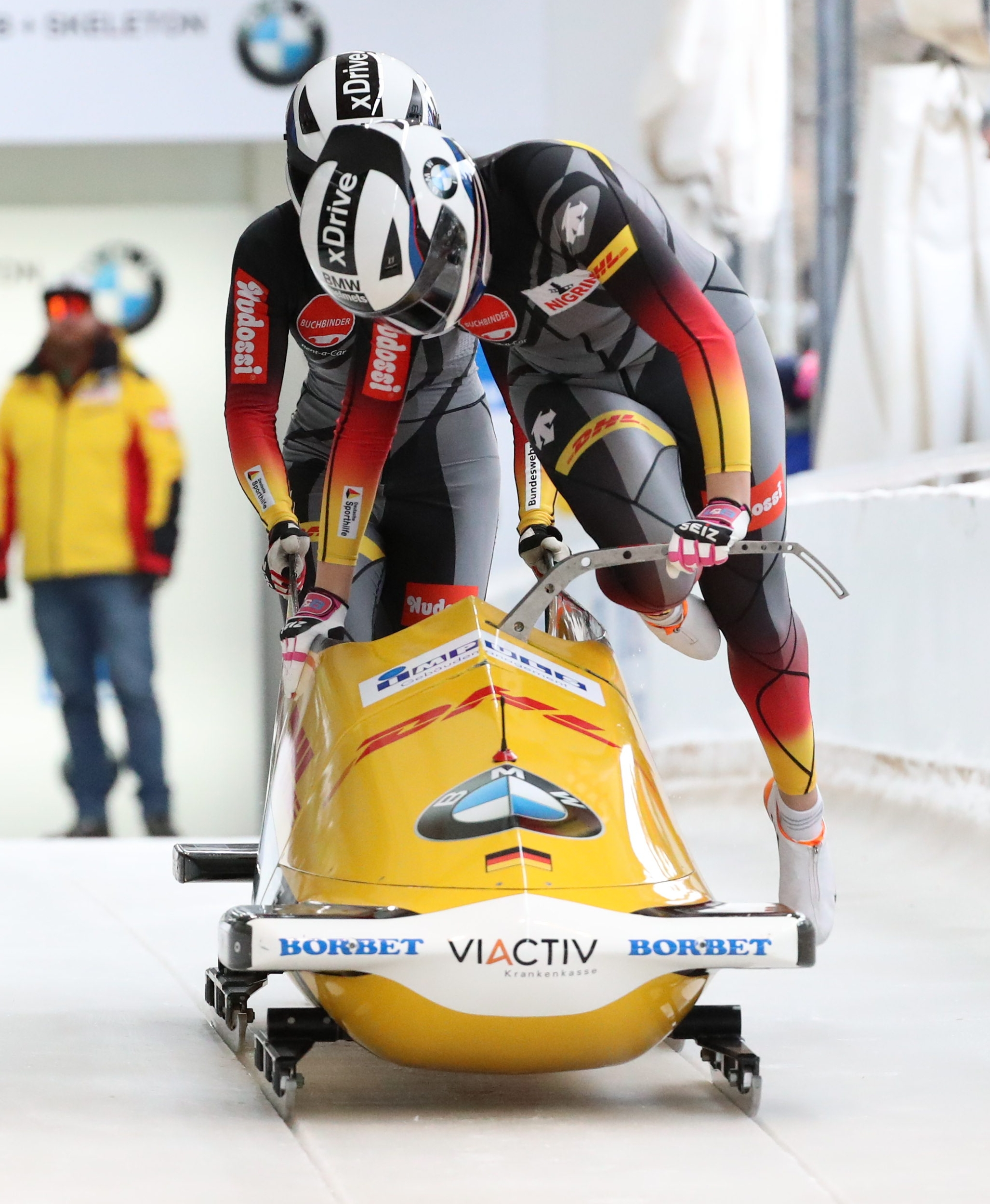
Laura Nolte alla guida del bob a due ai campionati mondiali di Altenberg 2020

Prese parte a tre edizioni dei campionati mondiali, conquistando un totale di una medaglia d'oro e due di bronzo. Nel dettaglio i suoi risultati nelle prove iridate sono stati, nel monobob: medaglia di bronzo ad Altenberg 2021 e medaglia d'oro a Sankt Moritz 2023; nel bob a due: gara non conclusa ad Altenberg 2020 e medaglia di bronzo ad Altenberg 2021 in coppia con Deborah Levi. 
Agli europei vanta invece tre medaglie d'oro, una vinta nel monobob ad Altenberg 2023 e due vinte nel bob a due a Winterberg 2021 in coppia con Deborah Levi e ad Altenberg 2023 con Neele Schuten.
Ha inoltre vinto due titoli nazionali nel bob a due (2020 e 2021).

## Palmarès

### Olimpiadi
- 1 medaglia:
  - 1 oro (bob a due a Pechino 2022).

### Mondiali
- 5 medaglie:
  - 2 ori (monobob a Sankt Moritz 2023, monobob a Winterberg 2024);
  - 1 argento (bob a due a Winterberg 2024).
  - 2 bronzi (monobob, bob a due ad Altenberg 2021).

### Europei
- 7 medaglia:
  - 4 ori (bob a due a Winterberg 2021; monobob e bob a due ad Altenberg 2023; bob a due a Sigulda 2024).

### Mondiali juniores
- 2 medaglie:
  - 1 oro (bob a due a Sankt Moritz 2021);
  - 1 argento (bob a due a Sankt Moritz 2018).

### Mondiali juniores under 23
- 2 medaglie:
  - 1 oro (bob a due a Sankt Moritz 2018;
  - 1 argento (bob a due a Schönau am Königssee 2019).

### Europei juniores under 23
- 1 medaglia:
  - 1 oro (bob a due nel 2018).

### Olimpiadi giovanili
- 1 medaglia:
  - 1 oro (monobob a Lillehammer 2016).

### Coppa del Mondo
- Vincitrice della classifica generale nel bob a due nel 2022/23.
- Miglior piazzamento in classifica generale nel monobob: 2ª nel 2022/23.
- Miglior piazzamento in classifica generale nella combinata: 2ª nel 2022/23.
- 23 podi (4 nel monobob, 19 nel bob a due):
  - 13 vittorie (2 nel monobob, 11 nel bob a due);
  - 9 secondi posti (2 nel monobob, 7 nel bob a due);
  - 1 terzo posto (nel bob a due).

#### Coppa del Mondo - vittorie
| Data             | Luogo       | Paese       | Disciplina              |
| ---------------- | ----------- | ----------- | ----------------------- |
| 11 gennaio 2020  | La Plagne   | Francia     | a due con Deborah Levi  |
| 28 novembre 2020 | Sigulda     | Lettonia    | a due con Leonie Fiebig |
| 13 dicembre 2020 | Innsbruck   | Austria     | a due con Deborah Levi  |
| 9 gennaio 2021   | Winterberg  | Germania    | a due con Deborah Levi  |
| 21 novembre 2021 | Innsbruck   | Austria     | a due con Leonie Fiebig |
| 28 novembre 2021 | Innsbruck   | Austria     | a due con Deborah Levi  |
| 12 dicembre 2021 | Winterberg  | Germania    | a due con Deborah Levi  |
| 9 gennaio 2022   | Winterberg  | Germania    | a due con Deborah Levi  |
| 17 dicembre 2022 | Lake Placid | Stati Uniti | monobob                 |
| 7 gennaio 2023   | Winterberg  | Germania    | monobob                 |
| 8 gennaio 2023   | Winterberg  | Germania    | a due con Neele Schuten |
| 12 febbraio 2023 | Innsbruck   | Austria     | a due con Neele Schuten |
| 19 febbraio 2023 | Sigulda     | Lettonia    | a due con Neele Schuten |

### World Series di monobob femminile
- Miglior piazzamento in classifica generale: 18ª nel 2020/21.
- 6 podi:
  - 3 secondi posti;
  - 3 terzi posti.

### Campionati tedeschi
- 3 medaglie:
  - 2 ori (bob a due ad Altenberg 2020[1]; bob a due a Schönau am Königssee 2021[2]);
  - 1 argento (bob a due a Schönau am Königssee 2018[3]).

### Coppa Europa
- Miglior piazzamento in classifica generale nel bob a due: 2ª nel 2017/18 e nel 2018/19;
- 13 podi (tutti nel bob a due):
  - 2 vittorie;
  - 8 secondi posti;
  - 3 terzi posti.